# 미즈메디 병원
미즈메디병원(-病院, MizMedi Hospital)은 대한민국의 비영리 의료법인 성삼의료재단 소속의 병원이다. 1963년에 제일병원(현재는 삼성제일병원)을 설립했던 고 노경병 박사가 말년에 사재를 출연하여 설립했다.
1991년에 서울시 강남구에 강남미즈메디의원을 개원했고, 2000년에는 서울시 강서구에 여성전문 종합병원인 미즈메디병원을 개원했다. 현재는 노경병 박사의 아들 노성일 산부인과 전문의가 이사장을 맡고 있다.
미즈메디병원은 보건복지부지정 산부인과 전문병원으로 지정되었다.